# Valdearenas
Valdearenas község Spanyolországban, Guadalajara tartományban. Valdearenas Muduex, Trijueque és Hita, Guadalajara községekkel határos. Lakosainak száma 91 fő (2024).

## Népesség
A település népessége az utóbbi években az alábbiak szerint változott:
| Lakosok száma | 77   | 88   | 110  | 95   | 103  | 89   | 87   | 76   | 82   | 91   |
|               | 2001 | 2004 | 2006 | 2009 | 2011 | 2014 | 2016 | 2019 | 2021 | 2024 |